# Йоланд Моро
Йола̀нд Моро̀ (на френски: Yolande Moreau) е белгийска актриса, режисьорка и сценаристка. 

## Биография
Родена е на 27 февруари 1953 година в Брюксел в семейството на търговец на дървен материал. В началото на 80-те години започва да играе в детски театри в Брюксел, а през следващите години става известна първоначално с комедийни роли в театъра и киното. Участва във филми като „Невероятната съдба на Амели Пулен“ („Le Fabuleux Destin d'Amélie Poulain“, 2001), „Quand la mer monte...“ (2004), „Обичам те, Париж“ („Paris, je t'aime“, 2007), „Серафин“ („Séraphine“, 2008). За ролите си в „Quand la mer monte...“ и „Серафин“ получава награда „Сезар“ за женска роля, а за първия филм – и за режисьорски дебют.

## Избрана филмография
| година | филм                              | оригинално заглавие                 | роля                  | режисьор        | бележки     |
| ------ | --------------------------------- | ----------------------------------- | --------------------- | --------------- | ----------- |
| 2001   | Невероятната съдба на Амели Пулен | Le Fabuleux Destin d'Amélie Poulain | Мадлен Уолас          | Жан-Пиер Жоне   |             |
| 2004   | Когато морето тръгне нагоре...    | Quand la mer monte...               | сътрудник в института | Йоланд Моро     | сценаристка |
| 2007   | Обичам те, Париж                  | Paris, je t'aime                    |                       | екип            |             |
| 2008   | Серафин                           | Séraphine                           | Серафин Луи           | Мартен Прово    |             |
| 2015   | Съвсем Нов завет                  | Le Tout Nouveau Testament           | Ашер майка на Еа      | Жако Ван Дормал |             |